# Belida latifrons
Belida latifrons är en tvåvingeart som först beskrevs av Jacentkovsky 1944.  Belida latifrons ingår i släktet Belida och familjen parasitflugor. Inga underarter finns listade i Catalogue of Life.